# Steh wieder auf
Steh wieder auf – pierwszy singel grupy Deine Lieblings Rapper, z płyty Dein Lieblingsalbum. Wideoklip do tego utworu wywołał duże kontrowersje z powodu sceny ukrzyżowania raperów.

## Lista utworów
1. Steh wieder auf (Original)
2. Steh wieder auf (Tai Jason Remix)
3. Steh wieder auf (Masta Remix)
4. Steh wieder auf (Superfunk Remix)
5. Hummer & Kaviar
6. Wir bewahren die Haltung
7. Steh wieder auf (instrumentalny)
8. Ey Yo Video